# ماریو لرتورا
ماریو لرتورا (ایتالیایی: Mario Lertora; ۲۱ سپتامبر ۱۸۹۷ – ۲۸ مارس ۱۹۳۹) ژیمناست هنری اهل ایتالیا بود.
از افتخارات وی میتوان به کسب مدال طلا تیمی در بازی‌های المپیک تابستانی ۱۹۲۴ و بازی‌های المپیک تابستانی ۱۹۳۲ اشاره کرد.